# Scaphiostreptus praepolitus
Scaphiostreptus praepolitus är en mångfotingart som beskrevs av Carl Graf Attems 1910. Scaphiostreptus praepolitus ingår i släktet Scaphiostreptus och familjen Spirostreptidae. Inga underarter finns listade i Catalogue of Life.